# 감마-카복시글루탐산
γ-카복시글루탐산(영어: γ-carboxyglutamic acid)은 글루탐산 잔기의 번역 후 카복실화에 의해 단백질로 도입되는 흔하지 않은 아미노산이다. 짝염기는 γ-카복시글루탐산염(영어: γ-carboxyglutamate)이다. 예를 들어 이러한 변형은 응고 연쇄반응의 응고인자 및 기타 단백질에서 발견된다. 이러한 변형은 칼슘 이온에 대한 친화력을 가질 수 있도록 한다. 혈액응고 캐스케이드에서 비타민 K는 응고인자 II, VII, IX, X 및 단백질 Z의 γ-카복실화를 하는 데 필요하다.

## 합성
γ-카복시글루탐산의 생합성에서 글루탐산의 γ-양성자가 제거되고, 카복실기가 후속적으로 첨가된다. 반응 중간생성물은 γ-글루타밀 탄소 음이온이다.
이 반응은 보조 인자로 비타민 K를 필요로 하는 카복실화효소에 의해 촉매된다. 비타민 K가 어떻게 참여하는지는 정확히 알려져 있지 않지만 카복실화효소에 있는 유리 시스테인 잔기가 비타민 K를 활성 강염기로 변환하여 글루탐산의 γ-탄소로부터 수소를 제거한다고 가정한다. 그런 다음 카복실기가 γ-탄소에 첨가되어 γ-카복시글루탐산이 생성된다.
그림 1.

## γ-카복시글루탐산 풍부(GLA) 도메인
다수의 γ-카복시글루탐산 잔기가 γ-카복시글루탐산 풍부(GLA, γ-carboxyglutamic acid-rich) 도메인에 존재한다. 이 GLA 도메인은 응고인자 X, VII, IX, 비타민 K 의존성 단백질 S 및 Z, 프로트롬빈, 트랜스티레틴, 오스테오칼신, 기질 Gla 단백질(MGP), 인터-알파 트립신 저해제 중쇄 H2 및 생장 정지 특이적 단백질 6(GAS6)를 포함하여 12개 이상의 알려진 단백질에서 발견되는 것으로 알려져 있다. GLA 도메인은 칼슘 이온(Ca2+)과 Gla 단백질의 고친화도 결합을 담당하며, 이는 종종 입체구조를 형성하는 데 필요하고 기능을 수행하는 데 있어서 항상 필요하다.

## 응고에서의 역할
γ-카복시글루탐산 잔기는 응고에 중요한 역할을 한다. 응고 시스템의 세린 프로테에이스인 응고인자 IX의 GLA 도메인에 있는 고친화성 칼슘 결합 부위는 혈소판에 대한 응고인자 IXa의 결합 및 응고인자 X의 활성화를 부분적으로 매개하는 것으로 밝혀졌다. 또한 혈관벽에 기계적 손상이 일어나면 세포 관련 조직 인자가 노출되어 일반적으로 세포 및 축적된 혈소판에 의해 제공되는 막 표면에 국한된 일련의 효소 반응을 시작한다. GLA 잔기들은 순환하는 혈액 응고 효소와 지모겐이 노출된 세포막 표면에 결합하고 활성화되는 것을 부분적으로 통제한다. 특히, GLA 잔기들은 칼슘 결합 및 소수성 막 결합 영역을 인지질 이중층에 노출시키는 데 필요하다. 이러한 GLA 잔기들이 부족하면 응고 장애 또는 항응고가 발생하여 출혈 체질이나 혈전증을 유발할 수 있다. 또한 시트르산염 이온과 같은 유기 킬레이트제로 이들 단백질에서 칼슘 이온을 제거하면 기능 장애를 일으키고 혈액 응고가 방지된다. 따라서 혈액에 시트르산염을 첨가하는 것은 채혈과 수혈 사이에 액체 상태로 혈액을 저장하는 가장 일반적인 방법이다.

## 같이 보기
- 혈액응고
- 글루탐산
- N-아세틸글루탐산
- 카복실기
- 카복실화
- 응고인자
- γ-글루타밀 카복실화효소